# Williams Pérez
Williams David Pérez Montes (né le 21 mai 1991 à Acarigua, Portuguesa, Venezuela) est un lanceur droitier de la Ligue majeure de baseball.

## Carrière
Williams Pérez commence sa carrière professionnelle dans les ligues mineures en 2008 dans l'organisation des Braves d'Atlanta, où il est lanceur partant.
Il fait ses débuts dans le baseball majeur comme lanceur de relève pour Atlanta le 8 mai 2015 face aux Nationals de Washington. Il amorce 20 matchs des Braves en 2015 et ajoute 3 présences en relève. Gagnant de 7 matchs contre 6 défaites, il maintient une moyenne de points mérités de 4,78 en 116 manches et deux tiers lancées.